# Broncas Legais
Broncas Legais é o primeiro álbum de estúdio da banda brasileira de rock Comunidade Nin-Jitsu, lançado em 1998 pela gravadora Continental EastWest e mais tarde relançado pelas gravadoras Rock It! e Antídoto. Foi produzido por Edu K.
A canção de destaque foi "Detetive", que ganhou o prêmio da MTV de melhor demo clipe. O álbum vendeu 50 mil unidades.

## Faixas
Todas as letras foram escritas por Mano Changes e Fredi Endres, exceto onde indicado. Todas as músicas foram compostas por Comunidade Nin-Jitsu, exceto onde indicado.
| N.º            | Título                      | Compositor(es)                                                       | Música               | Duração |  |
| 1.             | "Tô Apavorado, Tchê"        |                                                                      |                      | 0:19    |  |
| 2.             | "Detetive"                  | Fredi Endres, Mano Changes                                           | Comunidade Nin-Jitsu | 2:48    |  |
| 3.             | "Melô do Analfabeto"        | Fredi Endres                                                         |                      | 3:16    |  |
| 4.             | "Rap do Trago"              | Falco, adaptada por Comunidade Nin-Jitsu                             |                      | 3:34    |  |
| 5.             | "Merda de Bar"              | Fredi Endres, Mano Changes, Mano Sonho, Pancho da Cara, Nando Endres |                      | 3:37    |  |
| 6.             | "CNJ"                       | Fredi Endres, Mano Changes                                           |                      | 3:49    |  |
| 7.             | "Just"                      | Mano Changes, Lucatchotaylor                                         |                      | 3:13    |  |
| 8.             | "Tia Nêga"                  | Fredi Endres                                                         |                      | 3:18    |  |
| 9.             | "Rap dos 9 Meses"           | Fredi Endres, Mano Changes                                           |                      | 2:57    |  |
| 10.            | "Quero Te Levar"            | Fredi Endres, Mano Changes, Mano Sonho                               |                      | 5:04    |  |
| 11.            | "Pastilha de Prosa"         | MC Tico, Fabião                                                      |                      | 4:52    |  |
| 12.            | "Detective – Española Mixx" | Fredi Endres, Mano Changes, Edu K                                    |                      | 3:23    |  |
| 13.            | "Montagem do Mano Changes"  |                                                                      |                      | 3:20    |  |
| 14.            | "Saudação à Massa Funkeira" | Fredi Endres, Mano Changes, Edu K                                    |                      | 1:08    |  |
| Duração total: | Duração total:              | Duração total:                                                       | Duração total:       | 44:47   |  |

## Créditos
- Mano Changes - vocal
- Fredi Endres - guitarra, backing vocal
- Nando Endres - baixo elétrico,  backing vocal
- Pancho da Cara - bateria
- Sid Poffo - teclado, backing vocal
- Edu K - produção